# Dante de Oliveira
Dante Martins de Oliveira GOMM (Cuiabá, 6 de fevereiro de 1952 — Cuiabá, 6 de julho de 2006) foi um engenheiro civil e político. Foi Governador do Mato Grosso de 1995 a 2002, prefeito de Cuiabá por dois mandatos, deputado federal e deputado estadual. Ficou nacionalmente conhecido pela autoria de uma emenda constitucional que levou seu nome, em que propunha o restabelecimento das eleições diretas para a Presidência da República, num movimento que resultou na campanha das Diretas Já.
Graduado em Engenharia Civil pela Universidade Federal do Rio de Janeiro (UFRJ), envolveu-se na política ainda na faculdade, quando integrou o Movimento Revolucionário Oito de Outubro (MR-8), em oposição à ditadura militar brasileira. Ao concluir a graduação, retornou ao seu estado natal, sendo eleito para uma das vagas da Assembleia Legislativa de Mato Grosso em 1978 e para a Câmara dos Deputados em 1982.
No executivo, foi ministro da Reforma e do Desenvolvimento Agrário no governo de José Sarney. Nas eleições de 1985 e 1992, foi eleito prefeito de Cuiabá. Mais tarde, foi eleito governador em 1994 e 1998, ambas as vezes em primeiro turno. Em seus mandatos, enfrentou desafios financeiros, promovendo a redução de gastos públicos e privatizações. Filiou-se ao Partido da Social Democracia Brasileira (PSDB) em 1997, partido pelo qual foi candidato ao Senado Federal em 2002, mas não foi eleito.

## Biografia

### Família e educação
Dante Martins de Oliveira nasceu em 6 de fevereiro de 1952 em Cuiabá, capital de Mato Grosso. Era filho de Sebastião de Oliveira (1915-2004) e de Maria Benedita Martins de Oliveira (1921). Seu pai era advogado, jornalista e militante da União Democrática Nacional (UDN), sob a qual foi eleito deputado estadual após a redemocratização ocorrida com a queda do Estado Novo. Foi um dos signatários da Constituição estadual e posteriormente atuou como procurador do Tribunal de Contas do Estado de Mato Grosso. Sua mãe era professora.
Posteriormente, refletindo sobre a influência paterna em sua carreira política, Oliveira afirmou: "Do ponto de vista político eu conversava pouco com papai, porque se eu fosse conversar, eu brigava. Então, eu conversava pouco. No fundo, no fundo, eu sempre tive um profundo respeito pelo meu pai por ser um político sério, um cara honesto, um homem de bem. Isso me servia de bússola, mas, do ponto de vista do pensamento político dele, naquela época não tinha nada a ver comigo. Quer dizer, eu ia para outro lado, era ao avesso."
Era o quinto de sete irmãos, quais sejam: Bernardo Antônio (advogado; 1943-1972), Iolanda (advogada; 1944), Armando (engenheiro elétrico e empresário; 1947), Lúcia (contadora; 1949), Inês (engenheira civil; 1945) e Eneida (administradora de empresas; 1956).
Oliveira estudou o ensino primário na escola-modelo Barão de Melgaço e o secundário no Ginásio Brasil. No ensino médio, estudou no Colégio São Gonçalo. Durante a juventude, foi um dos editores de um jornal chamado Juventude Brasa, editado por colegas de classe. Em 1969, se mudou para o Rio de Janeiro após ser aprovado no vestibular para o curso de Engenharia Civil da Universidade Federal do Rio de Janeiro (UFRJ).
Durante a faculdade, filiou-se ao Movimento Revolucionário Oito de Outubro (MR-8), uma organização clandestina de origem marxista que combatia a ditadura militar brasileira. Sua participação no movimento se desenvolvia em paralela às obrigações estudantis. Em 1976, concluiu a graduação e imediatamente retornou à sua cidade natal.
Em 1980, casou-se com Thelma de Oliveira. Um dos padrinhos do casamento foi o deputado correligionário Ulysses Guimarães. Thelma e Dante tinham visões políticas em comum. Durante os governos do esposo, Thelma foi secretária de Promoção Social de Cuiabá e mais tarde foi eleita deputada federal duas vezes, representando o Mato Grosso entre 2003 e 2011.

### Carreira política

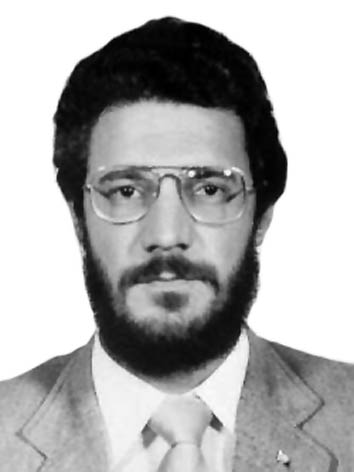
Oliveira em foto oficial como deputado federal

Em 1976, Oliveira se filiou ao Movimento Democrático Brasileiro (MDB) e disputou sua primeira eleição, ao cargo de vereador de Cuiabá nas eleições de novembro. Como candidato, defendia a participação popular e protestava contra a miséria e a opressão, o que destoava das origens udenistas e conservadoras de sua família. Não logrou êxito em sua candidatura à vereança, mas elegeu-se deputado estadual nas eleições de 1978. Sua base de apoio estava vinculada ao eleitorado jovem, setores populares urbanos, camponeses sem terra e pequenos produtores rurais. Foi empossado na Assembleia Legislativa de Mato Grosso em fevereiro de 1979.
Com a extinção do bipartidarismo, filiou-se ao Partido do Movimento Democrático Brasileiro (PMDB), sendo eleito deputado federal na eleição de 1982. Empossado na Câmara dos Deputados em 1983, Oliveira propôs uma emenda constitucional para reestabelecer as eleições diretas para a Presidência da República. A ideia de apresentar uma emenda constitucional com tal objetivo não era uma atitude que se possa creditar exclusivamente a Oliveira. Apesar disso, a proposição legislativa ganhou o nome de "Emenda Dante de Oliveira", levando-o a ser conhecido nacionalmente. A iniciativa angariou forte apoio popular, mobilizando milhões de brasileiros no movimento que ficou conhecido como Diretas Já. A emenda, contudo, não obteve o quórum de dois terços necessários à sua aprovação, sendo rejeitada por 22 votos.
Em 1985, Oliveira derrotou o deputado Rodrigues Palma na convenção municipal do PMDB, sendo escolhido o candidato do partido para a Prefeitura de Cuiabá. Na eleição de novembro, foi eleito com mais de 60% dos votos, tomando posse em janeiro de 1986. Não obstante, poucos meses depois foi nomeado ministro da Reforma e do Desenvolvimento Agrário do governo Sarney. Oliveira aceitou o cargo e a Câmara Municipal aprovou sua licença da função de prefeito. Durante sua gestão, houve a desapropriação de 88 áreas, totalizando dois milhões de hectares, e foram criadas oito varas da Justiça Agrária, a fim de  solucionar os conflitos agrários. Reassumiu a prefeitura da capital em 1987.
Em 1990, insatisfeito com a ambiguidade ideológica do PMDB, filiou-se ao Partido Democrático Trabalhista (PDT). Pelo PDT, concorreu uma vaga na Câmara dos Deputados, obtendo 48.889 a maior votação da história do estado até então. No entanto, não foi eleito, haja vista sua aliança partidária não ter alcançado o quociente eleitoral.
Em 1992, foi eleito para um segundo mandato como prefeito de Cuiabá, com 68,2% dos votos. No decorrer do mandato, adotou uma política de austeridade para combater a crise financeira que afetava o município. Como resultado, o pagamento dos salários do funcionalismo foi regularizado e a dívida municipal foi negociada.
Oliveira foi eleito governador de Mato Grosso nas eleições de 1994, quando formou uma coligação com partidos de centro, centro-esquerda e esquerda denominada Frente Popular Democrática. Sua vitória eleitoral foi registrada em primeiro turno, com mais de 471 mil votos. Empossado governador em 1995, deparou-se com uma situação financeira semelhante àquela existente na capital. No mesmo ano, o presidente do Tribunal de Justiça de Mato Grosso (TJ-MT) impetrou pedido de intervenção federal no Supremo Tribunal Federal (STF), tendo em vista a suspensão dos repasses para pagamento do funcionalismo do judiciário estadual.
Como governador, Oliveira recorreu a um empréstimo concedido pela Caixa Econômica Federal (CEF) e obteve a renegociação da dívida com a União, reduzindo de 46% para 15% o montante da receita líquida mensal que era comprometida com os repasses à União. Ademais, reduziu o tamanho da máquina pública, com a demissão de dez mil funcionários, e promoveu a desburocratização do governo e a privatização. Sua política de austeridade fiscal acabou o afastando do PDT, cuja comitiva nacional anunciou a intenção de expulsá-lo do partido, supostamente como punição por apoiar a emenda constitucional que permitiu a reeleição para cargos executivos. Oliveira acabou deixando o PDT para se filiar ao Partido da Social Democracia Brasileira (PSDB) em abril de 1997.
Para o pleito de outubro de 1998, formou uma coligação composta por PSDB, PSB, PMN e PV, cuja mensagem referia que estava na "hora da virada." Oliveira foi reeleito em primeiro turno, com 53% dos votos, derrotando o senador Júlio Campos. No segundo mandato, instituiu o Fundo Estadual de Transporte e Habitação (Fethab), financiando a infraestrutura em projetos envolvendo a malha rodoviária e a habitação popular. No mesmo período, empreendeu esforços para que o fornecimento de energia elétrica no interior fosse regularizado.
Em 2002, Oliveira renunciou ao cargo de governador para concorrer ao Senado Federal. No entanto, não foi eleito para uma das duas vagas em disputa naquele pleito, alcançando o terceiro lugar com 439 mil votos. Em 2006, tencionava disputar mais um mandato de deputado federal. Porém, faleceu em 6 de julho de 2006, aos 54 anos de idade, vitimado por disfunção de múltiplos órgãos e choque refratário decorrente de sepse por pneumonia e diabetes mellitus.